# Sissela Nordling Blanco
Sissela Flor Andina Nordling Blanco, född 5 april 1988 i Gottsunda församling, Uppsala län, är en svensk före detta politiker (Feministiskt initiativ). Numera studerar hon grafisk formgivning & illustration på Konstfack.
Sissela Nordling Blanco är dotter till aktivisten och folkhögskoleläraren Carmen Blanco Valer och dotterdotter till den peruanske bondeledaren Hugo Blanco. Hon växte upp i Gottsunda i Uppsala och i Temuco i Chile.
Hon har arbetat som bland annat grafisk formgivare och med den feministiska antirasistiska tankesmedjan Interfem. Hon har också  arbetat som projektledare på Fanzingo, ett mediehus för unga i Alby i Botkyrka kommun.
Sissela Nordling Blanco utsågs i mars 2011 till partiledare för Feministiskt initiativ tillsammans med Gudrun Schyman. I oktober 2014 blev hon vald till gruppledare för Feministiskt initiativ i Stockholms kommunfullmäktige och heltidsarvoderad politiker i Stockholms stad som ordförande i rådet för mänskliga rättigheter. I april 2016 meddelade hon att hon lämnar uppdraget som partiledare. Efter valet 2018 var hon gruppledare i opposition fram till hösten 2020 då hon efterträddes av Lisa Palm. 
Inom Feministiskt initiativ har hon arbetat inom områdena antirasism, migration och likabehandling samt med att internt förankra intersektionella perspektiv.
Sissela Nordling Blanco var en av grundarna av, samt samordnare 2007–2009 av den antirasistiska och queerfeministiska festivalen Uppsala Pride.